# Гусейнова, Севиндж Амирахмед гызы
Севиндж Амирахмед гызы Гусейнова (азерб. Sevinc Əmirəhməd qızı Hüseynova; род. 28 января 1970, Славянка, Кедабекский район) — депутат парламента Азербайджана IV, V, VI, VII созывов.

## Биография
Родилась 28 января 1970 года в с. Славянка Гедабекского района. Окончила исторический факультет Саратовского государственного университета.
Доктор исторических наук. Автор 1 монографии, 8 научных статей. 
С 1992 по 1994 год являлась инспектором земельного отдела Гедабекского района Государственного комитета земледелия Азербайджана.
С 1994 по 2006 год — начальник управления молодёжи и спорта Гедабекского района.
С 2006 по 2009 год — заместитель главы исполнительной власти Гедабекского района по вопросам образования, здравоохранения и культуры.
С 2009 по 2010 год — главный советник, советник по вопросам регионов Министерства молодёжи и спорта Азербайджана.
Депутат парламента Азербайджана IV, V, VI созывов.
В 2024 году на парламентских выборах в Азербайджане, которые состоялись 1 сентября, одержала победу в Кедабекском избирательном округе №104. Официально избрана депутатом Милли Меджлиса Азербайджана седьмого созыва, первое заседание которого состоялось 23 сентября 2024 года.
Член трудового и социального комитета, комитета по делам спорта и молодёжи, счётной комиссии парламента Азербайджана.
Член ревизионной комиссии партии Новый Азербайджан.
Президент Федерации школьного спорта Азербайджана.
Владеет русским и английским языками.

## Награды
- Медаль «Прогресс» (30 ноября 2022, за активное участие в общественно-политической жизни Азербайджана)[3]